# Emily Quihampton

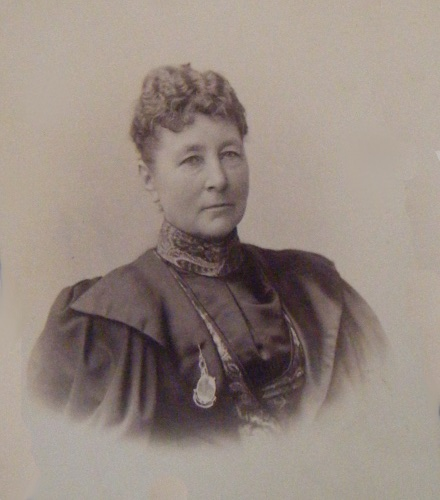
Emily Quihampton

Emily Quihampton (* 19. Juli 1834; † 29. März 1909) war eine britische Bergsteigerin des 19. Jahrhunderts, die als erste Frau den Mont Blanc und den Monte Rosa in derselben Woche bestieg. Diese Gipfel sind die höchsten Berge in Frankreich und der Schweiz. In seiner Autobiografie Life's a pudding (Das Leben ist ein Pudding) schreibt ihr Sohn Guy Nickalls, dass dies im Jahr 1868 geschah. Wenn das stimmt, war sie zu diesem Zeitpunkt schwanger, da sie im Oktober 1868 eine Tochter, Grace, zur Welt brachte.
Quihampton war das fünfte von neun Kindern von Henry Quihampton und seiner Frau Jane Rush aus Little Totham, Maldon, Essex. Im Jahr 1860 heiratete sie Tom Nickalls, einen Jobber an der Londoner Börse, der sich besonders auf Investitionen in amerikanische Eisenbahnen spezialisiert hatte. Er war eines der Gründungsmitglieder des London Rowing Club. Gemeinsam hatten sie zwölf Kinder.
Ihr Sohn Guy Nickalls war ein äußerst erfolgreicher Ruderer und gewann bei den Olympischen Sommerspielen 1908 eine Goldmedaille. Ein weiterer Sohn, Vivian Nickalls, war ebenfalls ein erfolgreicher Ruderer.
Ihre Tochter Florence heiratete William Adolf Baillie-Grohman, einen anglo-österreichischen Schriftsteller.